# JOHNNIAC

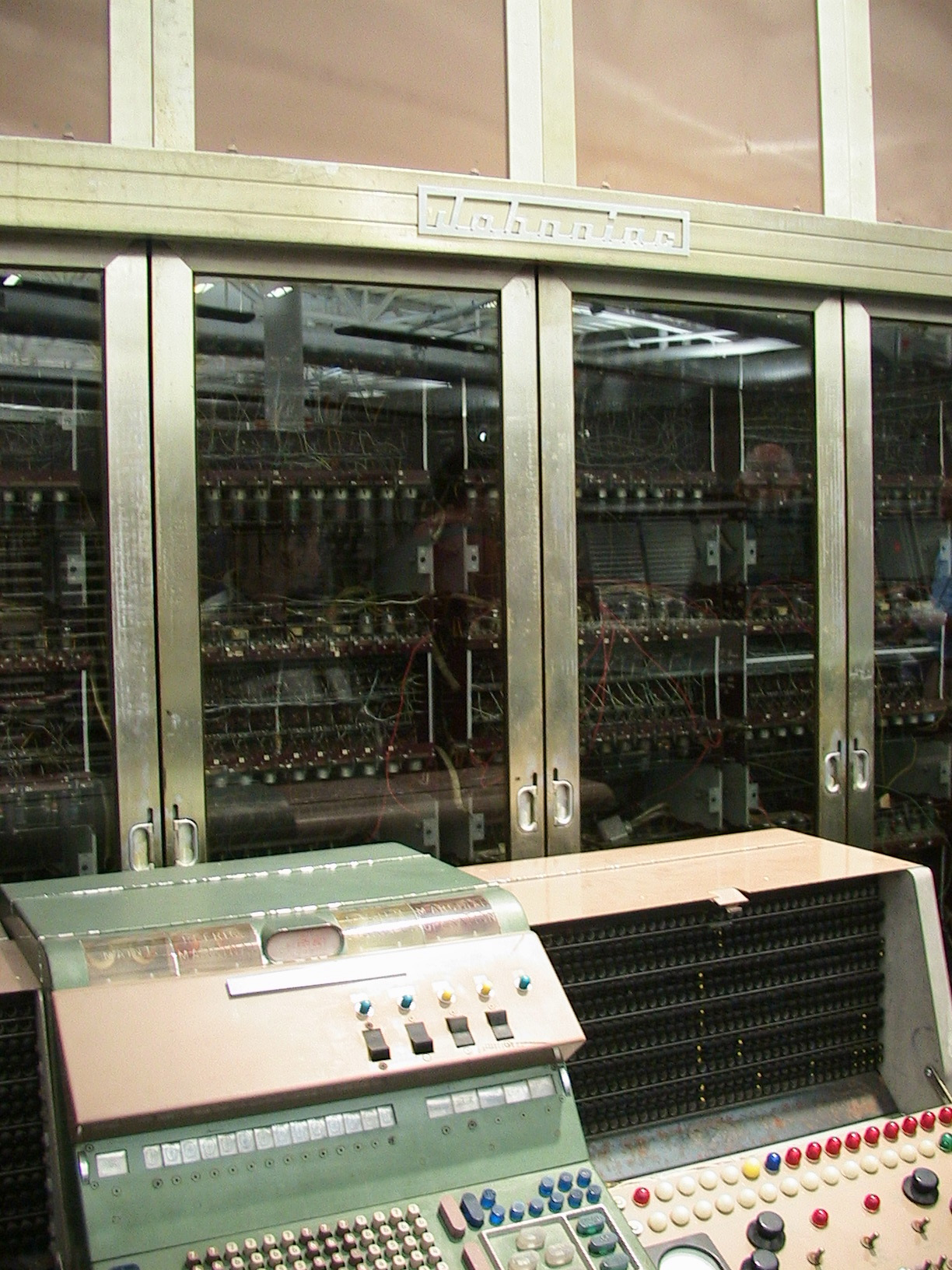
Ordinador Johnniac, Computer History Museum, Califòrnia

El JOHNNIAC va ser un ordinador creat per RAND Corp basat en l'arquitectura de von Neumann, de la qual va ser pioner l'IAS machine. Es diu així en honor de von Neumann, escurçat JOHN von Neumann. Numerical Integrator and Automatic Computer  (Ordinador automàtic i integrador numèric).
Va ser sens dubte l'equip amb més vida útil, sent utilitzat gairebé contínuament des de 1953 durant més de 13 anys, fins que finalment es va apagar l'11 de febrer de 1966, després de més de 50.000 hores de funcionament. Actualment es troba en el Museu de la Història dels Ordinadors a Mountain View, Califòrnia.
Com la IAS machine, JOHNNIAC feia servir paraules de 40-bits, i incloïa 1024 paraules de memòria principal de Selectró, cadascuna amb 256 bits de memòria. Dos instruccions s'emmagatzemaven en cada paraula en submots de 20 - bits, consistint en una instrucció de 8-bits i una direcció de 12-bits. Les instruccions s'operaven en sèrie amb la part esquerra de la submot executant-se primer. La màquina inicial tenia 83 instruccions. Un sol registre A facilitava un acumulador, i la màquina també oferia una Q, de quocient, com a registre. Només hi havia una condició de prova, si el bit del registre A s'establia o no. No hi havia registres índex, i les direccions s'emmagatzemaven en les instruccions, els bucles havien de ser implementats modificant les instruccions que el programa executava. Com que la màquina només tenia 10 bits d'espai d'adreces, dos dels bits de direcció no s'usaven, i de vegades s'usaven per emmagatzemar dades per part de l'intercalat de dades a través de les instruccions.
Fins al final de la seva vida útil, se li van fer nombroses modificacions al sistema. Al març de 1955, 4096 paraules de memòria de nucli es van afegir al sistema, substituint els selectrons. Això va requerir els 12 bits d'adreces, i va causar que els programes que emmagatzemaven dades en els "bits sobrants" fallessin. Més tard, en el 1955, una memòria de tambor va ser afegida com emmagatzematge secundari. Un sumador basat en transistors va reemplaçar a l'original basat en tubs el 1956. Nombrosos canvis es van fer per als perifèrics d'entrada/sortida, i el 1964, un rellotge de temps real es va afegir per donar suport al temps compartit.
Un llegat del JOHNNIAC és el llenguatge de programació JOSS (JOHNNIAC  Open Shop System), un llenguatge de programació fàcil d'utilitzar per a principiants.
El Cyclone a la Universitat Estatal d'Iowa va ser un clon directe del JOHNNIAC, i les instruccions eren compatibles amb aquest. Cyclone va ser millorat per incloure un sistema hardware de coma flotant.

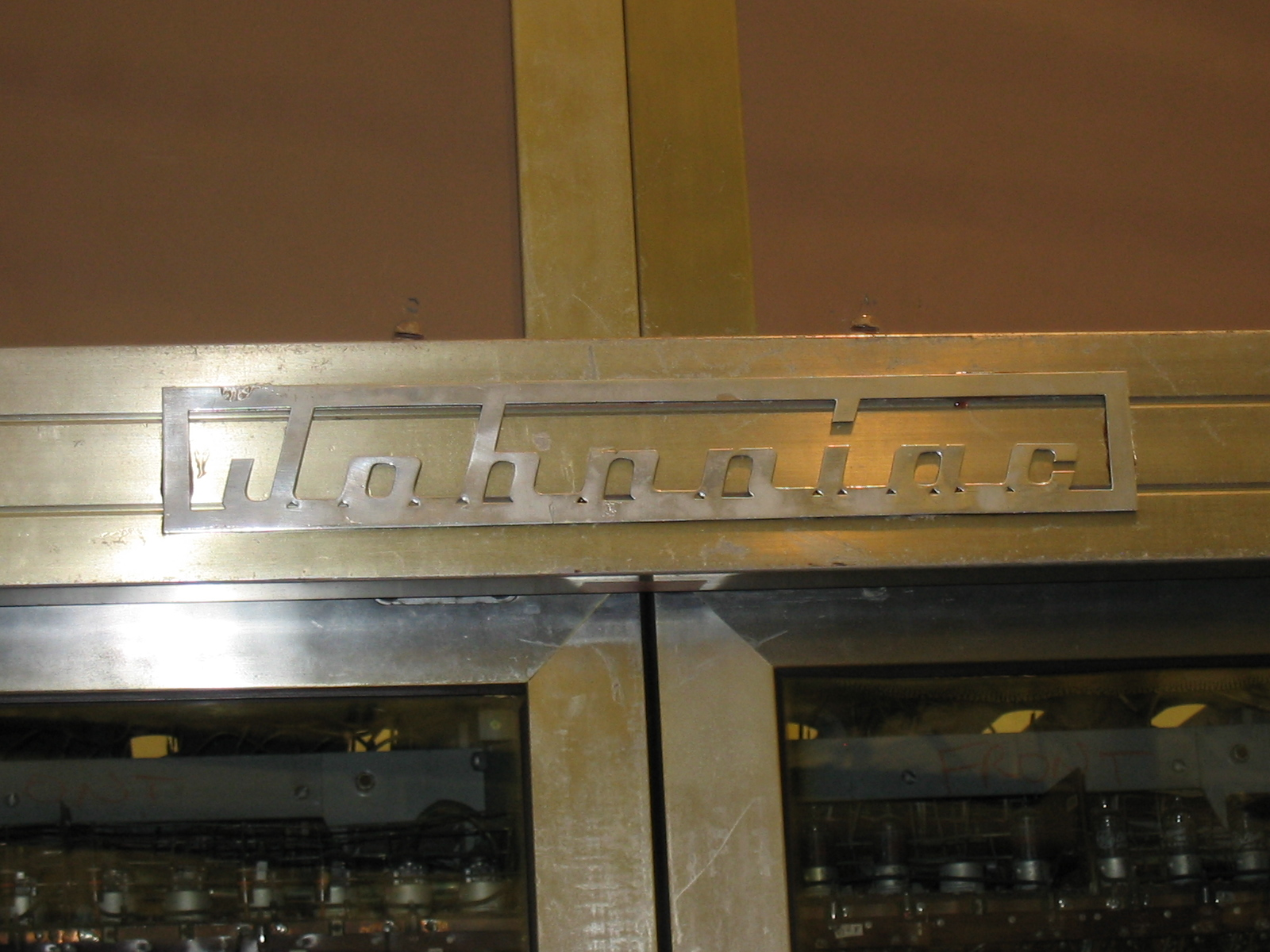
Placa amb el nom, col·locada en màquina.
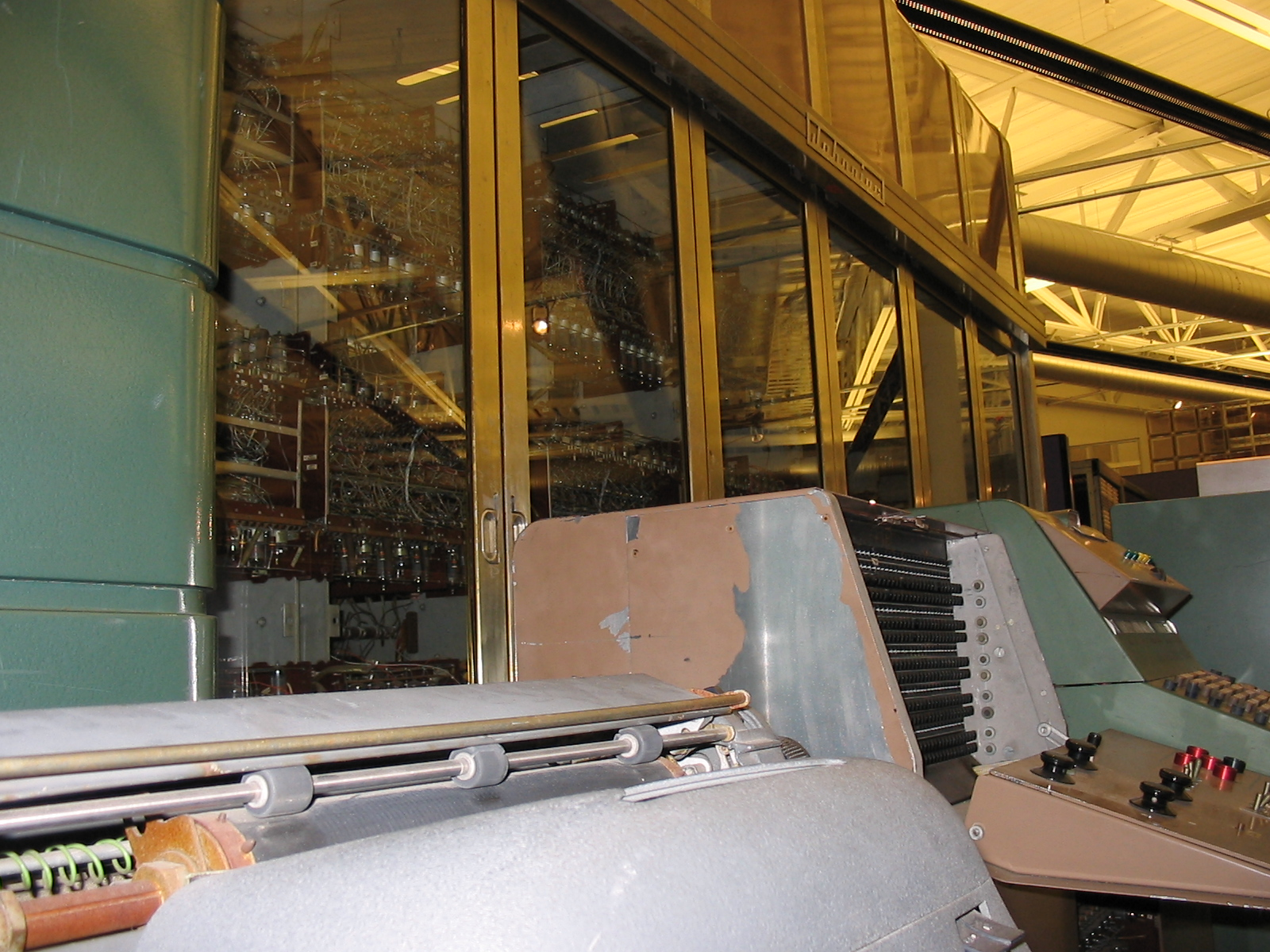
Una altra vista de la màquina.
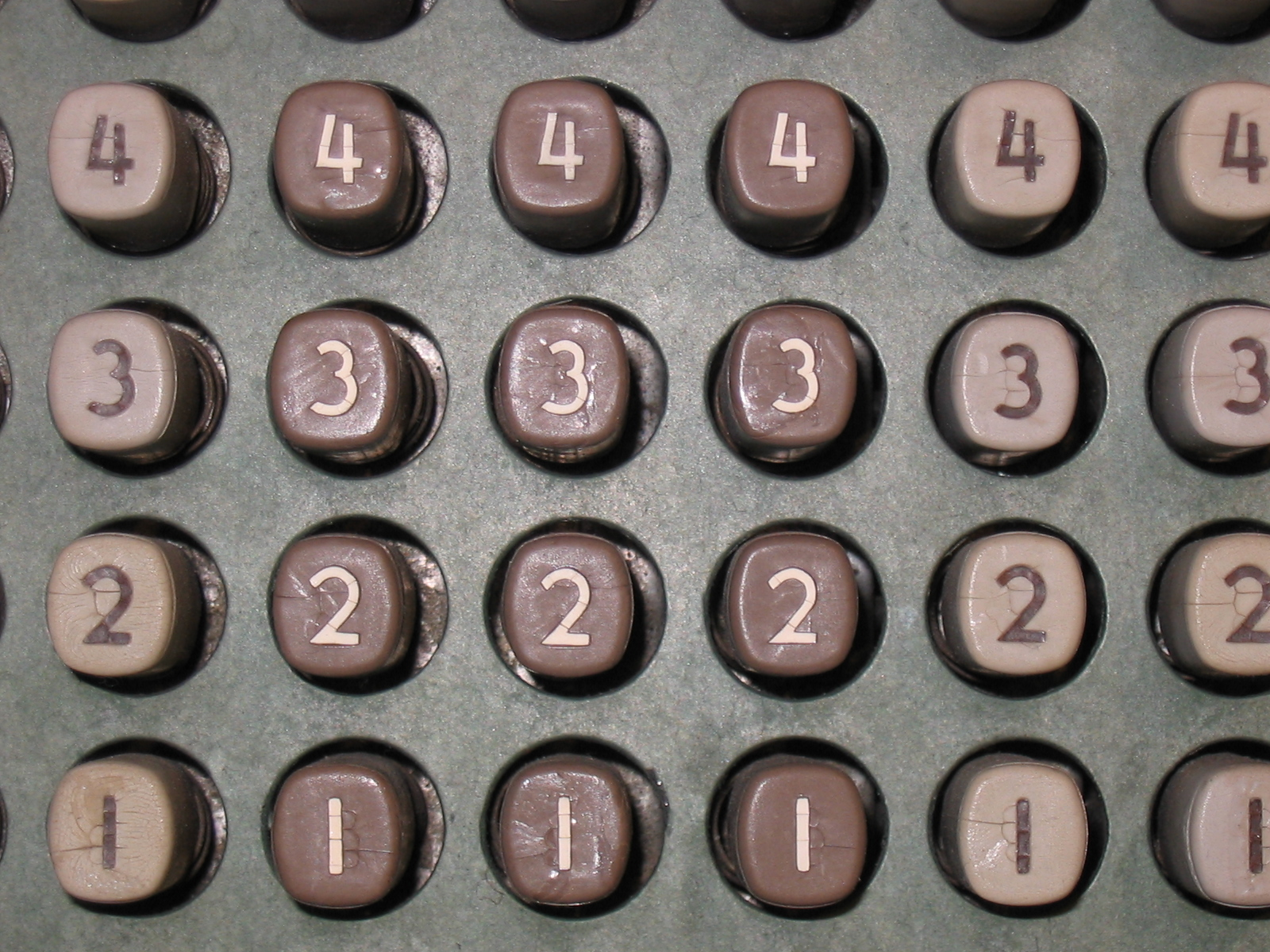
Teclat del JOHNNIAC.